# 圣菲利波-德尔梅拉
圣菲利波-德尔梅拉（義大利語：San Filippo del Mela），是意大利西西里大区墨西拿廣域市的一个市镇。总面积9.81平方公里，人口7295人，人口密度743.6人/平方公里（2009年）。ISTAT代码为083077。